# Bajamonti-Dešković-palatset
Bajamonti-Dešković-palatset (kroatiska: Palača Bajamonti-Dešković) är ett palats i Split i Kroatien. Det uppfördes åren 1857–1858, med största sannolikhet enligt ritningar av den i Venedig födde arkitekten Giovanni Battista Meduna, och är en av de mest representativa bostadsbyggnaderna uppförda under 1800-talets andra hälft i den då österrikiska provinsen Dalmatien. Palatset uppfördes på initiativ av Antonio Bajamonti som var Splits borgmästare åren 1860–1880 och ledare för Autonomistiska partiet. Det är beläget bredvid Sankt Franciskus kloster och kyrka vid Franjo Tuđmans torg, söder om Prokurative och väster om Splits hamnpromenad i den centrala delen av staden.

## Historik
Sedan Bajamonti sålt ett palats vid Canal Grande i Venedig som han ärvt från sin kusin Elena Cippico kunde han åren 1857–1858 uppföra ett palats i sin hemstad Split.
De delar av palatsets första våning som vetter mot hamnpromenaden och sidogatorna tjänade som familjen Bajamontis privata bostad. Bostaden hade tolv rum med tre salonger där borgmästaren Bajamonti hade mottagningar för bland annat politiska dignitärer. Övriga delar av byggnaden tjänade bland annat som domstol, postkontor och säte för den kommunala administrationen.
Sedan Antonio Bajamonti år 1891 avlidit ärvdes palatset av hans arvingar och sedermera familjen Dešković varpå byggnaden började kallas Bajamonti-Dešković-palatset. Palatset nationaliserades under den jugoslaviska regimen men hamnade sedan åter i privat ägo.   

## Arkitektur
Bajamonti-Dešković-palatset har fyra våningar och den östra främre fasaden som vetter mot Splits hamnpromenad är i nyrenässansstil. Byggnadens övriga tre sidor är uppförda i enklare stil. Möjligtvis lät sig arkitekten Battista Meduna inspireras av byggnaderna uppförda vid Canal Grande i Venedig där de främre fasaderna ofta är uppförda i byggnadssten medan övriga fasader är mer blygsamma och vanligtvis uppförda i tegel.
Palatsets fasad hade tidigare fyra skulpturer och vid ingångstrapporna till byggnadens atrium fanns två marmorstatyer som idag finns i Splits stadsmuseum. I stadsmuseet finns även en del av inredningen som ursprungligen tillhörde Antonio Bajamontis kusin Elena Cippico.